# Siccyna reichi
Siccyna reichi är en fjärilsart som beskrevs av M.Gaede 1940. Siccyna reichi ingår i släktet Siccyna och familjen nattflyn. Inga underarter finns listade i Catalogue of Life.